# Cho So-hyun
Cho So-hyun  (* 24. Juni 1988) ist eine südkoreanische Fußballspielerin, welche seit 2021 für die Frauenmannschaft von Tottenham Hotspur in der FA Women’s Premier League aufläuft. Zudem repräsentierte sie Südkorea auf internationaler Ebene als Nationalspielerin und Mannschaftskapitänin.

## Karriere

### Vereine
Cho, welche bereits in ihrer Mittelschulzeit mit dem Fußballspielen begann, spielte zu Beginn ihrer Karriere für die südkoreanischen Vereine Suwon UDC WFC und Incheon Hyundai Steel Red Angels. 2016 wurde sie nach Japan zum Verein INAC Kōbe Leonessa verliehen.
2018 wechselte sie nach Norwegen zu Avaldsnes IL. Für den Verein bestritt Cho 20 Spiele, kam jedoch auf keinen Torerfolg. Nach nur einer Saison in der norwegischen Liga schloss Cho sich der Frauenfußballmannschaft von West Ham United an. Ihr Debüt in der FA Women’s Premier League feierte Cho am 13. Januar 2019 im Spiel gegen die Frauenmannschaft von Manchester City Women’s Football Club, als sie in der 61. Minute für die niederländische Spielerin Lucienne Reichardt eingewechselt wurde. Das Spiel hat West Ham United mit 3:1 verloren. Am 28. Januar lief Cho bei der 1:0-Niederlage ihrer Mannschaft gegen den Liverpool LFC das erste Mal von Beginn an auf. In dieser Partie spielte Cho auch das erste Mal für ihr neues Team durch.
2015 wurde sie zu Südkoreas Fußballerin des Jahres gewählt.
Seit Januar 2024 spielt sie für den Zweitligisten Birmingham City LFC und verlängerte dort ihren Vertrag im März 2024 bis 2025.

### Nationalmannschaft
Cho ist seit dem Jahr 2007 Mitglied der Nationalmannschaft und vertrat ihr Land sowohl bei der Fußball-Weltmeisterschaft der Frauen 2015 als auch 2019. Dort spielte sie in allen drei Gruppenspielen gegen Frankreich, Nigeria und Norwegen durch und erhielt dabei eine gelbe Karte. Cho gilt als die erfahrenste Spielerin im südkoreanischen Kader und wird zumeist als defensive Mittelfeldspielerin eingesetzt. Ihre Stärken werden in der Unterstützung der Verteidigung, in Eins gegen Eins-Situationen, in der Schließung von Lücken und im Vorgeben des Spieltempos gesehen.
Darüber hinaus war sie Bestandteil der südkoreanischen Kader für Fußball-Asienmeisterschaft der Frauen 2010 und 2014, wo die Mannschaft den vierten Platz erreichte. Nach dem fünften Platz 2018 erreichte sie bei der Fußball-Asienmeisterschaft der Frauen 2022 mit ihrer Mannschaft erstmals das Finale, verlor es aber nach 2:0-Führung mit 2:3 gegen Rekordsieger China.
Am 5. Juli 2023 wurde sie für die WM 2023 nominiert. Bei der WM kam sie in den drei Gruppenspielen zum Einsatz. Nach zwei Niederlagen in den ersten beiden Spielen hatten sie keine Chance mehr sich für die K.-o.-Runde zu qualifizieren. Im letzten Gruppenspiel gegen Deutschland brachte sie ihre Mannschaft in der sechsten Minute mit 1:0 in Führung. Der deutschen Mannschaft gelang zwar noch der Ausgleich, dies reichte ihr aber auch nicht zum Weiterkommen, so dass sie erstmals in der Gruppenphase ausschied.
In der verpassten Qualifikation für die Olympischen Spiele 2024 kam sie nicht zum Einsatz. Ihre letzten Einsätze hatte sie bei zwei Freundschaftsspielen im April 2024 gegen die Philippinen.

## Erfolge und Auszeichnungen
Erfolge
- Finalist Asienmeisterschaft 2022
- Zypern-Cup-Finalist 2017
- Koreanischer Meister 2013, 2014, 2015, 2016, 2017 (mit Incheon Hyundai Steel Red Angels)
- Zweiter Koreanische Meisterschaft 2012 (mit Incheon Hyundai Steel Red Angels)
- Japanischer Pokalsieger 2016 (mit INAC Kōbe Leonessa)
- Englischer Pokal-Finalist 2019 (mit West Ham United Women FC)

Auszeichnungen
- Südkoreas Fußballspielerin des Jahres 2015

## Sonstiges
Cho ist Fan des Fußballvereins Juventus Turin und der Spieler Andrea Pirlo und Steven Gerrard.